# Sesto Campano
Sesto Campano – miejscowość i gmina we Włoszech, w regionie Molise, w prowincji Isernia.
Według danych na rok 2004 gminę zamieszkiwały 3094 osoby, 85,9 os./km².